# Russelia equisetiformis
Russelia equisetiformis är en grobladsväxtart som beskrevs av Diederich Franz Leonhard von Schlechtendal och Cham.. Russelia equisetiformis ingår i släktet Russelia och familjen grobladsväxter. Inga underarter finns listade i Catalogue of Life.

## Bildgalleri

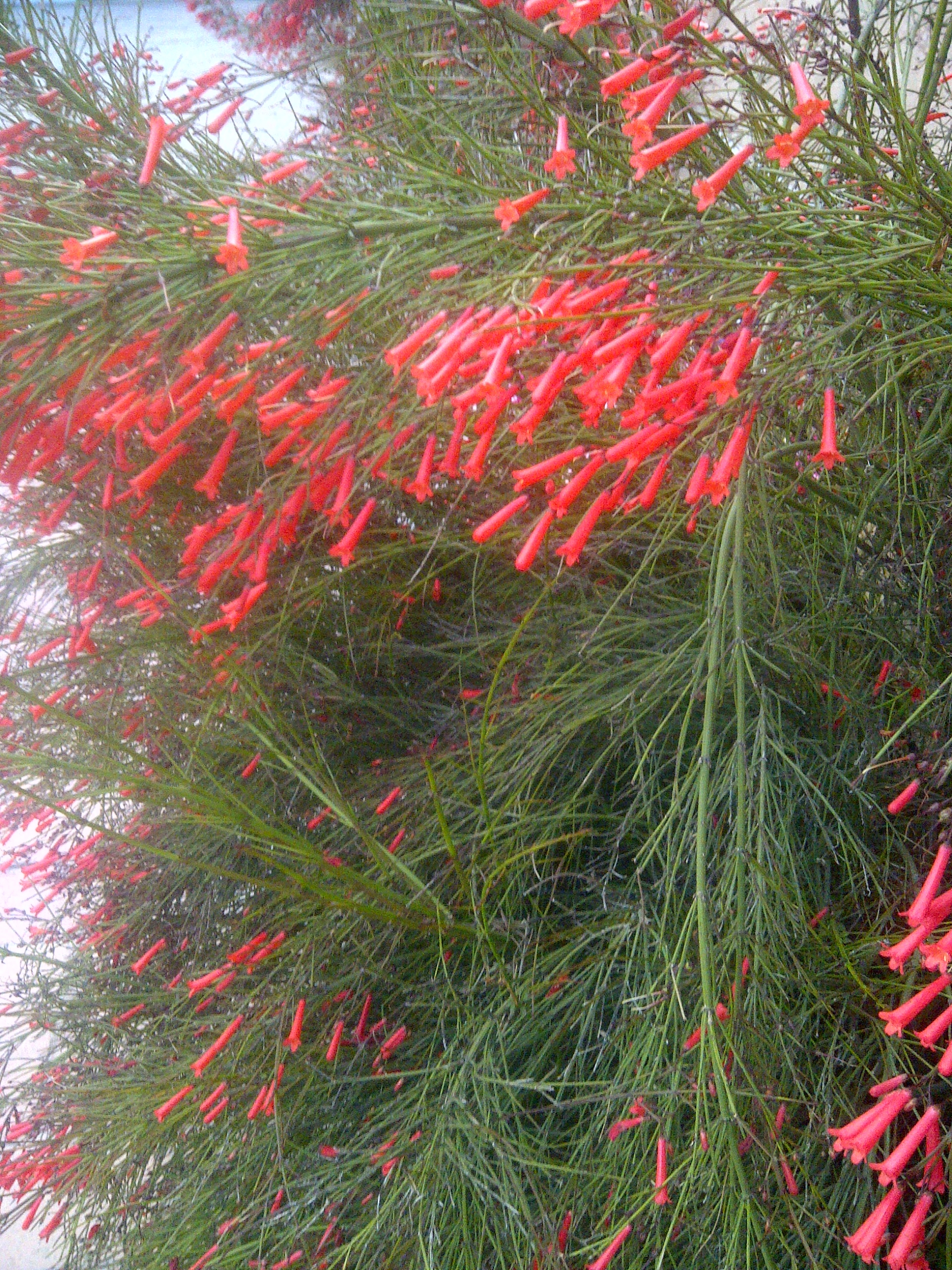
Russelia equisetiformis, Pakistan
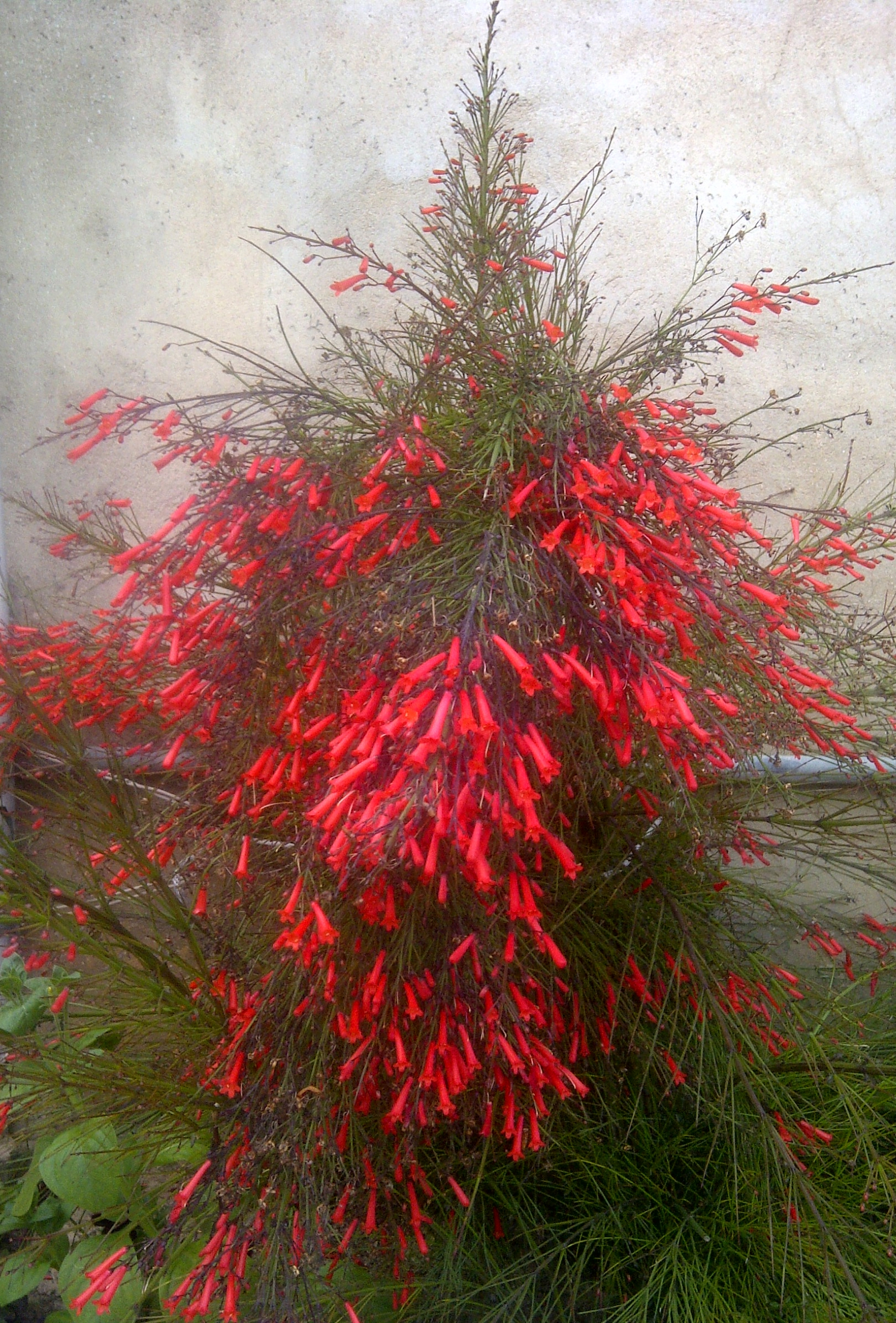
Russelia equisetiformis, Pakistan
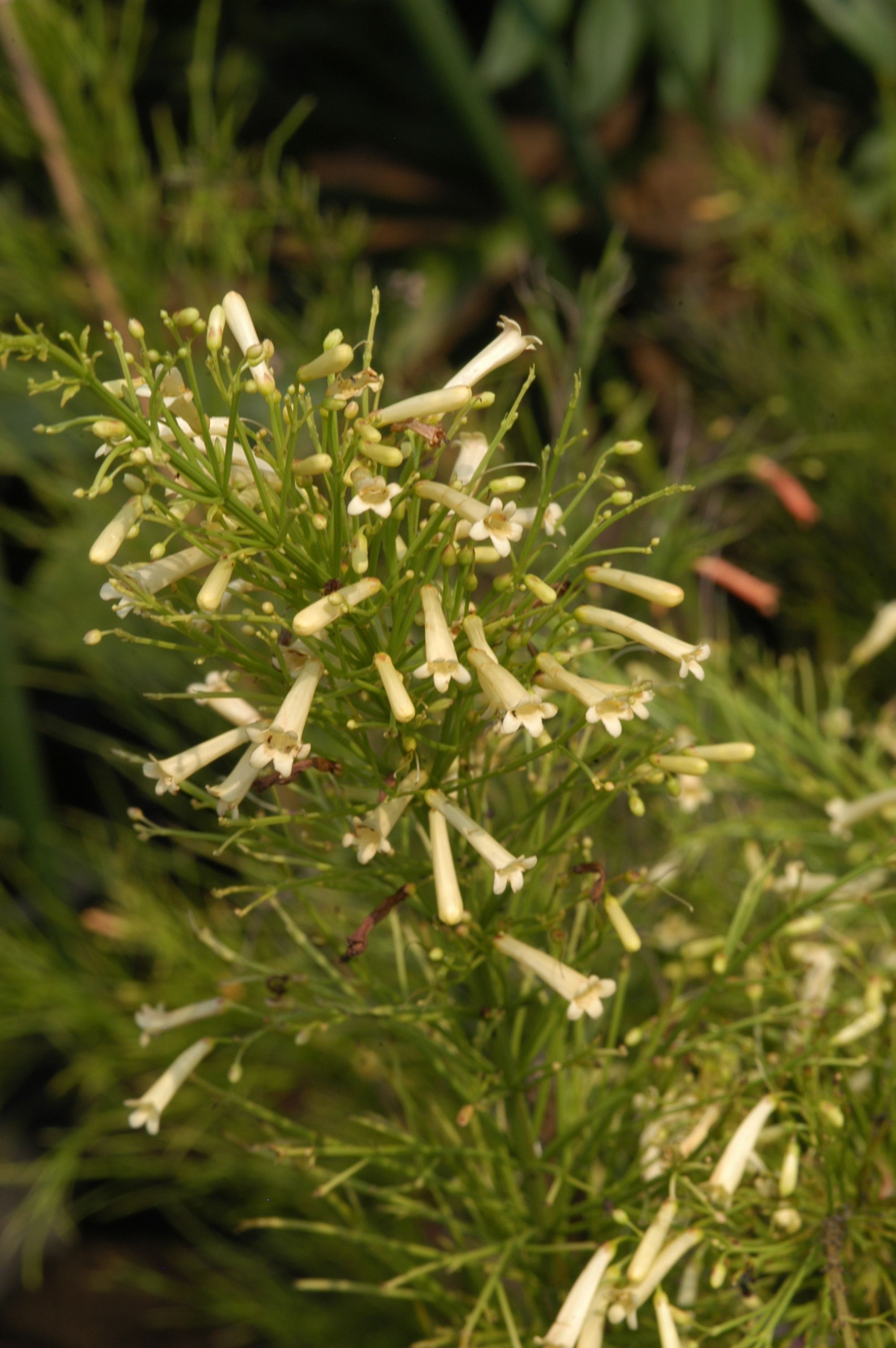
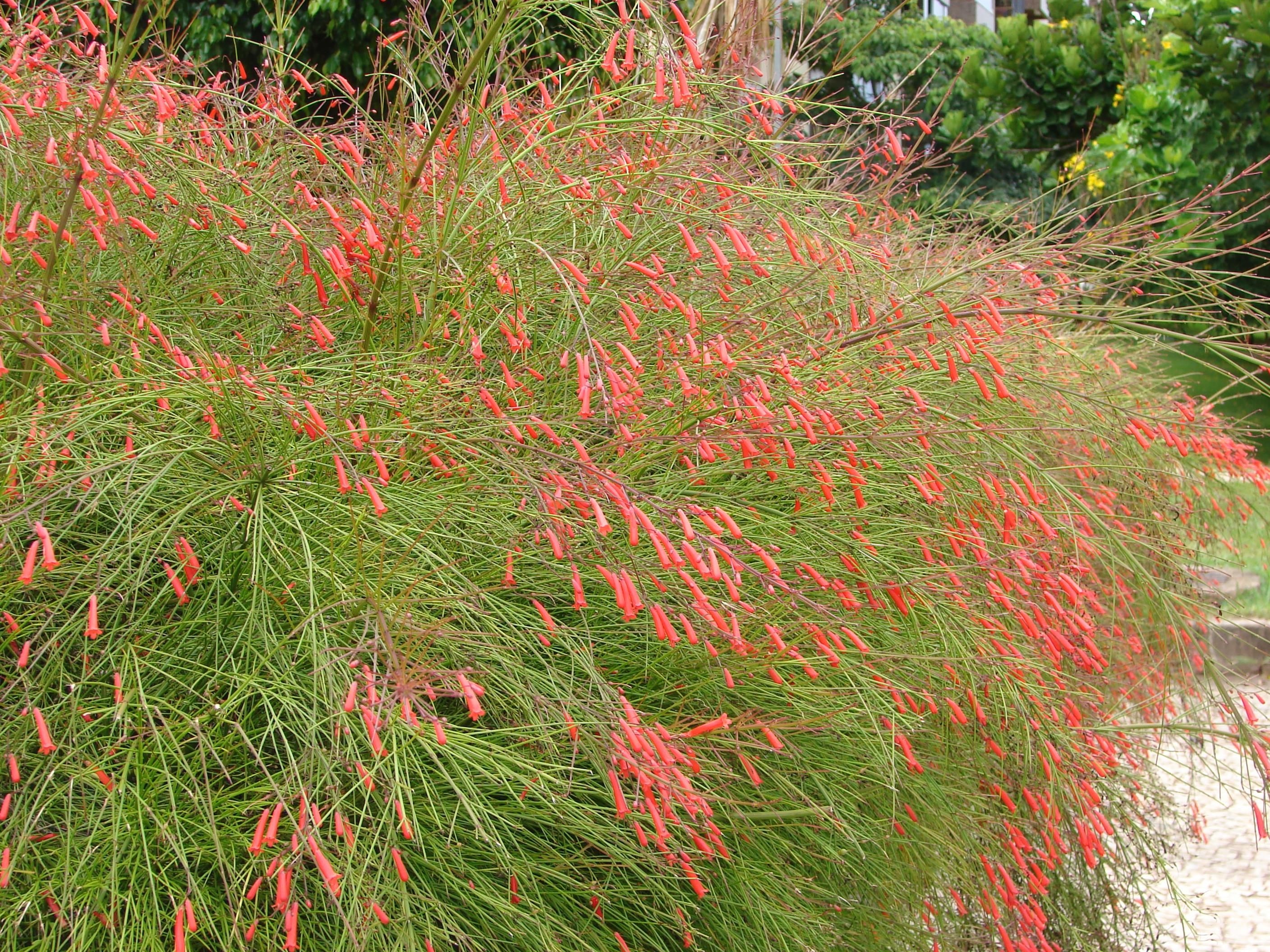